# 范敌真
范敵真（？—？），5世紀初林邑国国王。范胡達之子。范胡達死后，范敵真即位为国王。弟范敵鎧与母亲出奔。范敵真很後悔不能容母亲、弟弟，于是捨国赴天竺，禅位于外甥。国相藏驎固谏，范敵真不从。

## 传記資料
- 《南史》

| 前任： 范胡达 | 占城第二王朝第4代王 5世紀初 | 繼任： 范敌文 |